# Kramfors kommunvapen

Kråkan i Kramfors kommunvapen fläker ut vingar och ben på samma sätt som heraldiska örnar brukar göra. Bron är genomgående, vilket innebär att den går ända ut till sköldkanterna.

Kramfors kommunvapen stod tidigare för Kramfors stad och övertogs oförändrat av Kramfors kommun när denna kommun bildades 1974. Vapnet innehåller en kråka och en bro.

## Blasonering
Blasonering: I fält av silver en blå, genomgående bro i ett spann och däröver en blå fläkt kråka, med beväring av guld, därest dylik skall komma till användning.

## Bakgrund
Kramfors stad bildades av Gudmundrå socken. Staden fick namn av den centrala tätorten. Det fanns en fågel i socknens sigill redan på 1600-talet och eftersom invånarna har kallats "kråkor" valde man att blasonera fågeln som en sådan. Bron syftar på Sandöbron, som vid sin tillkomst var en av världens längsta betongbroar i ett spann. Vapnet fastställdes för staden av Kungl. Maj:t (regeringen) redan den 30 december 1946, även om staden formellt bildades först den 1 januari året därpå. Efter bildandet av den moderna kommunen 1974, dröjde det tio år innan kommunen 1984 registrerade vapnet hos Patent- och registreringsverket enligt de nya regler för skydd av svenska kommunvapen som då hade börjat gälla; att det tog sådan tid innan vapnet registrerades torde berott på den opposition som fanns mot kråkan som heraldiskt motiv.

## Vapen för tidigare kommuner inom nuvarande kommun
Av de äldre kommuner som kom att ingå den nuvarande Kramfors kommun, hade flera egna vapen som upphörde i samband med kommunsammanläggningen. Bjärtrå landskommun, Noraströms landskommun och Ytterlännäs landskommun förde samtliga vapen som var skapade av Hans Schlyter på grundval av gamla sigill.

### Bjärtrå
Bjärtrå vapen fastställdes av Kungl. Maj:t den 21 december 1962 med följande blasonering: "Fält av guld bestrött med stolpvis ställda svarta myror." En myra fanns i Bjärtrå sockens sigill på 1600-talet.

### Boteå
Boteå vapen fastställdes av Kungl. Maj:t den 27 november 1959 med följande blasonering: "I sköld, blå, en stolpvis ställd lax, silver, med öga, tänder, fenor och stjärt röda och med huvud och stjärt böjda framåt." Vapnet skapades av stadsarkitekt Hans Schlyter och syftar på laxfisket.

### Noraström
Noraström fick sitt vapen fastställt av Kungl. Maj:t den 15 januari 1965. Blasonering: "I fält av silver en fläkt blå skata inom blå bård, belagd med insektsnymfer av guld." En skata fanns i Skogs sockens sigill från 1700-talet medan övriga komponenter av vapnet är inspirerade av sigillet för Nora socken från 1500-talet.

### Ytterlännäs
Kungl. Maj:t fastställde den 29 juni 1964 vapnet för Ytterlännäs med denna blasonering: "I sköld kluven av guld och blått en stående karolinsk krigsman med stav, allt av motsatta tinkturer". Den man som finns i Ytterlännäs sigill, känt från 1760-talet, skall enligt traditionen vara en karolin. Guld och blått användes ofta i karolineruniformerna.

Bjärtrå landskommun (1962-1970) Bjärtrå kommun (1971-1973)
Boteå landskommun (1959-1970) Boteå kommun (1971-1973)
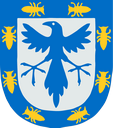
Noraströms landskommun (1965-1970) Noraströms kommun (1971-1973)
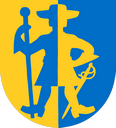
Ytterlännäs landskommun (1964-1970) Ytterlännäs kommun (1971-1973)